# Coriandrum sativum
Il coriandolo (Coriandrum sativum L., 1753), noto anche come prezzemolo cinese o con il nome spagnolo cilantro, è una pianta erbacea annuale della famiglia delle Apiacee (o Umbelliferae).
Appartiene alla stessa famiglia del cumino, dell'aneto, del finocchio e del prezzemolo.

## Etimologia
Coriandrum è una parola latina citata da Plinio (Naturalis Historia), che ha le sue radici nella parola greca corys o korios (cimice) seguita dal suffisso -ander (somigliante), in riferimento alla supposta somiglianza dell'odore emanato dai frutti acerbi o sfregando le foglie.

## Descrizione
I fiori sono bianchi e sono riuniti in infiorescenze a ombrello, mentre i frutti sono diacheni aromatici. Si usano i frutti che maturano in giugno-luglio.

## Storia
Nelle civiltà mediterranee trovò impiego fin nell'antichità come pianta aromatica e medicinale; in alcune tombe egizie viene raffigurato come offerta rituale. Il suo utilizzo da parte dei Micenei è attestato nelle tavolette in lineare B, dove appare definito già come "ko-ri-a-ndo-no". I Romani lo usarono moltissimo e Apicio ne fa la base di un condimento chiamato appunto "Coriandratum".
Secondo Plinio il Vecchio (Naturalis Historia, XX, 82), mettendo alcuni semi di coriandolo sotto il cuscino al levar del sole si poteva far sparire il mal di testa e prevenire la febbre.
Dai semi rivestiti di zucchero prendono nome i coriandoli di Carnevale, in un secondo momento pallottoline di gesso, ora dischetti di carta multicolori.

## Raccolta
La raccolta delle ombrelle, recise insieme con il loro gambo, deve avvenire al mattino presto quando il coriandolo è ancora umido di rugiada. Vanno quindi essiccate subito altrimenti col tempo perdono molte proprietà. Le ombrelle vengono quindi riunite in mazzi e appese in luoghi ombreggiati, quando sono ben essiccate si battono all'interno di un sacchetto per separare i frutti dai peduncoli che li sostengono. I frutti si conservano poi in recipienti di vetro. I semi si dovrebbero conservare interi poiché la polvere di coriandolo perde aroma molto facilmente.

## Usi

### In cucina

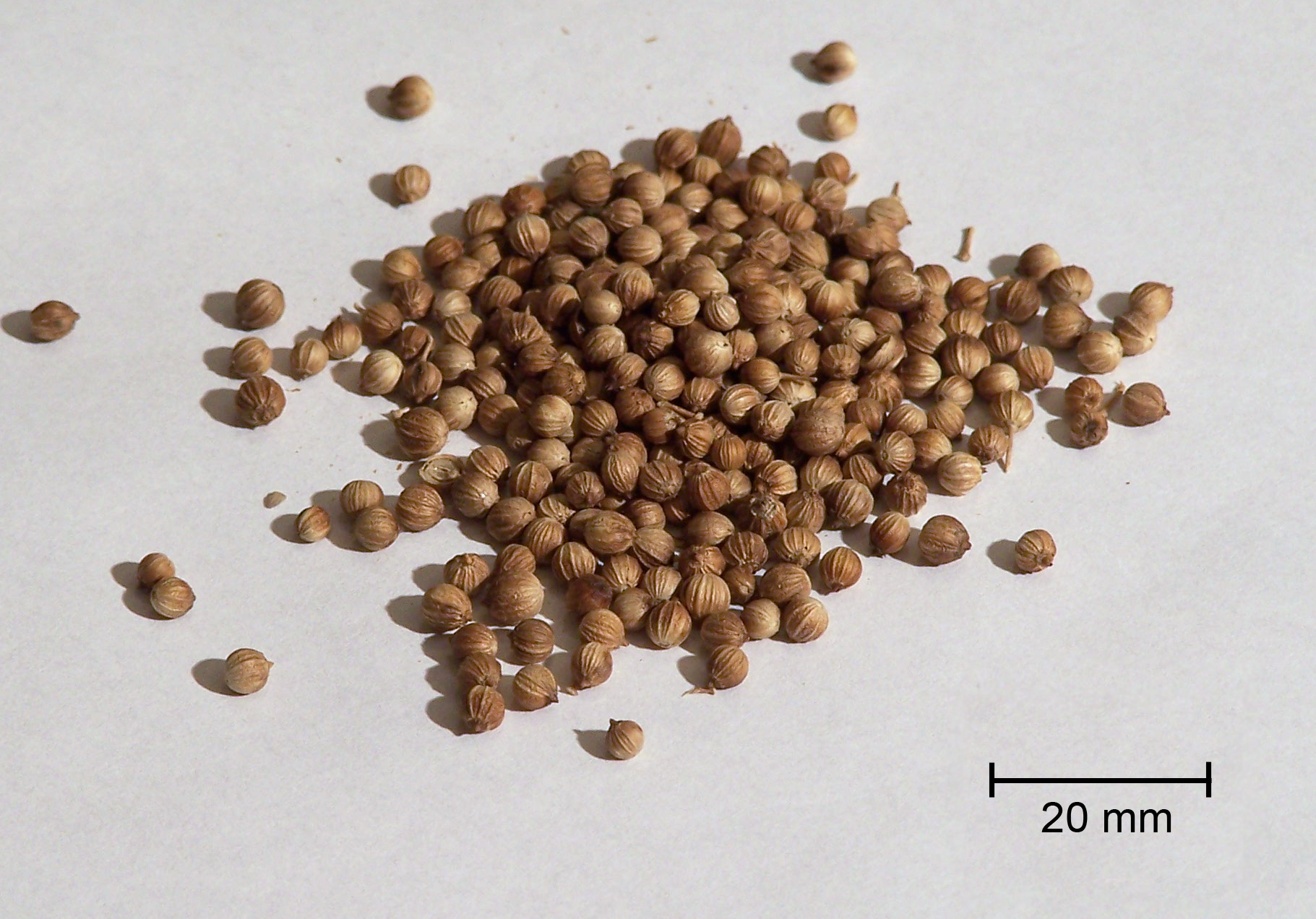
Semi di coriandolo secchi

Originario dei paesi del Mar Mediterraneo, le foglie fresche e i semi essiccati sono utilizzati prevalentemente nella cucina indiana e latino americana. In Europa è oggi tornato in auge al seguito di quelle culture culinarie.
Entra nella preparazione di alcuni salumi, insaporisce carne, pesce e verdure, ma profuma anche birre, biscotti, confetti e il pampepato; i semi vengono utilizzati come spezia. Questi sono meno piccanti delle foglie, sono dolci con un lieve sapore di limone. Macinati, i semi di coriandolo costituiscono uno degli ingredienti del curry e del garam masala. Le foglie, in Oriente, sono utilizzate al posto del prezzemolo. A Tenerife si usa nel Mojo verde (salsa). Nell'Africa meridionale vengono inseriti nel boerewors, una salsiccia spiraliforme abbondantemente speziata. In passato, in Italia, lo si trovava nella mortadella. Nella città di Monte San Biagio e in alcuni paesi sulla costa ionica della Basilicata il seme di coriandolo viene usato per condire l'impasto della salsiccia.
Secondo alcuni recenti studi nell'essere umano esistono delle componenti genetiche in base alle quali il coriandolo può essere apprezzato oppure del tutto sgradevole.

### Radici

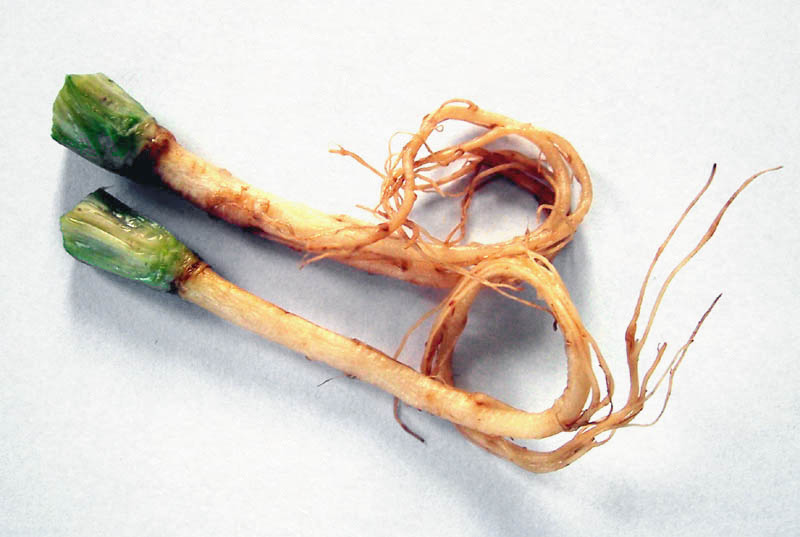
Radici di coriandolo

Le radici vengono utilizzate in particolare nella cucina thailandese per preparare un condimento di base insieme con aglio e pepe.

### In erboristeria
Il coriandolo può essere usato come infuso contro i dolori di stomaco, è consigliato anche per problemi di aerofagia e le emicranie, aiuta la digestione e ha una funzione antidiarroica.
In Sri Lanka le popolazioni tamil utilizzano i frutti per la preparazione di un decotto che, dolcificato con il miele, si assume per alleviare la tosse.